# زاكينثوس
زاكينثوس أو زَكِنثُس (باليونانية: Ζάκυνθος)‏ أو جاجنت أو زَنتة (بالإيطالية: Zante) هي جزيرة يونانية تقع في البحر الأيوني وهي ثالث أكبر الجزر الأيونية وإحدى مقاطعات اليونان. وتعدّ وحدة إقليمية منفصلة ضمن إقليم الجزر الأيونية.

## المناخ
يظهر الجدول التالي التغييرات المناخية على مدار السنة لزكنثس:
| البيانات المناخية لـزاكينثوس       | البيانات المناخية لـزاكينثوس | البيانات المناخية لـزاكينثوس | البيانات المناخية لـزاكينثوس | البيانات المناخية لـزاكينثوس | البيانات المناخية لـزاكينثوس | البيانات المناخية لـزاكينثوس | البيانات المناخية لـزاكينثوس | البيانات المناخية لـزاكينثوس | البيانات المناخية لـزاكينثوس | البيانات المناخية لـزاكينثوس | البيانات المناخية لـزاكينثوس | البيانات المناخية لـزاكينثوس | البيانات المناخية لـزاكينثوس |
| الشهر                              | يناير                        | فبراير                       | مارس                         | أبريل                        | مايو                         | يونيو                        | يوليو                        | أغسطس                        | سبتمبر                       | أكتوبر                       | نوفمبر                       | ديسمبر                       | المعدل السنوي                |
| ---------------------------------- | ---------------------------- | ---------------------------- | ---------------------------- | ---------------------------- | ---------------------------- | ---------------------------- | ---------------------------- | ---------------------------- | ---------------------------- | ---------------------------- | ---------------------------- | ---------------------------- | ---------------------------- |
| الدرجة القصوى °م (°ف)              | 20.2 (68.4)                  | 21.4 (70.5)                  | 24.2 (75.6)                  | 25.6 (78.1)                  | 34.2 (93.6)                  | 35.8 (96.4)                  | 42.2 (108.0)                 | 38.4 (101.1)                 | 36.8 (98.2)                  | 30.4 (86.7)                  | 26.6 (79.9)                  | 22.2 (72.0)                  | 42.2 (108.0)                 |
| متوسط درجة الحرارة الكبرى °م (°ف)  | 14.4 (57.9)                  | 14.5 (58.1)                  | 16.1 (61.0)                  | 18.9 (66.0)                  | 23.4 (74.1)                  | 27.8 (82.0)                  | 30.7 (87.3)                  | 30.6 (87.1)                  | 27.6 (81.7)                  | 23.0 (73.4)                  | 19.0 (66.2)                  | 15.8 (60.4)                  | 21.8 (71.2)                  |
| المتوسط اليومي °م (°ف)             | 11.3 (52.3)                  | 11.5 (52.7)                  | 12.9 (55.2)                  | 15.5 (59.9)                  | 19.8 (67.6)                  | 24.1 (75.4)                  | 26.7 (80.1)                  | 26.6 (79.9)                  | 23.8 (74.8)                  | 19.6 (67.3)                  | 15.8 (60.4)                  | 12.8 (55.0)                  | 18.4 (65.1)                  |
| متوسط درجة الحرارة الصغرى °م (°ف)  | 8.1 (46.6)                   | 8.2 (46.8)                   | 9.2 (48.6)                   | 11.1 (52.0)                  | 14.4 (57.9)                  | 18.2 (64.8)                  | 20.4 (68.7)                  | 20.9 (69.6)                  | 18.8 (65.8)                  | 15.7 (60.3)                  | 12.5 (54.5)                  | 9.6 (49.3)                   | 13.9 (57.0)                  |
| أدنى درجة حرارة °م (°ف)            | −2.6 (27.3)                  | −2.0 (28.4)                  | 0.0 (32.0)                   | 2.6 (36.7)                   | 5.0 (41.0)                   | 8.4 (47.1)                   | 12.0 (53.6)                  | 13.4 (56.1)                  | 10.8 (51.4)                  | 5.2 (41.4)                   | 2.8 (37.0)                   | 0.2 (32.4)                   | −2.6 (27.3)                  |
| الهطول مم (إنش)                    | 150.4 (5.92)                 | 112.8 (4.44)                 | 89.6 (3.53)                  | 51.3 (2.02)                  | 17.0 (0.67)                  | 7.2 (0.28)                   | 5.0 (0.20)                   | 9.1 (0.36)                   | 25.4 (1.00)                  | 146.5 (5.77)                 | 159.1 (6.26)                 | 169.9 (6.69)                 | 943.3 (37.14)                |
| متوسط أيام هطول الأمطار (≥ 1.0 mm) | 12.8                         | 11.3                         | 8.2                          | 6.1                          | 2.5                          | 1.1                          | 0.5                          | 0.9                          | 2.8                          | 8.1                          | 11.0                         | 13.2                         | 78.5                         |
| متوسط الرطوبة النسبية (%)          | 74.3                         | 72.8                         | 72.8                         | 71.7                         | 67.8                         | 62.8                         | 59.3                         | 61.2                         | 66.7                         | 71.7                         | 76.0                         | 75.3                         | 69.4                         |
| المصدر: NOAA                       |                              |                              |                              |                              |                              |                              |                              |                              |                              |                              |                              |                              |                              |

## توأمة
لزاكينثوس اتفاقيات توأمة مع كل من:
- سولمونا
- بافيا
- Ripatransone [الإنجليزية]‏

## أعلام
- تشارالامبوس مافرياس
- أندرياس فيزاليوس